# Стеценко Павло Григорович
Стеценко Павло Григорович (англ. Paul Stetsenko; 1962, Київ) — український і американський органіст, диригент, композитор.

## Життєпис
Освіту музиканта здобував у Київському музичному училищі імені Глієра та Київській консерваторії. 
У 1990 році переїхав до Сполучених Штатів Америки, де став першим студентом-органістом з України в Джульярдській школі в Нью-Йорку, яку закінчив у 2000 році з науковим ступенем доктора музичних мистецтв.
Павло Стеценко працює музичним директором у Вестмінстерській пресвітеріанській церкві (Westminster Presbyterian Church) у місті Олександрія в штаті Вірджинія. У його репертуарі всі органні твори Йоганна Себастьяна Баха, а також багато великих твори Макса Регера та інших композиторів.
З 2008 року він грає на органі на бахівських вечірнях у Вестмінстері (Bach Vespers at Westminster), де виконує твори з повного зібрання органних творів Баха. Павло Стеценко також виступає з концертами у інших містах Америки.
Павло Стеценко часто виступає як хоровий диригент, а також компонує музичні твори з церковної хорової музики.